# Harry Pidgeon
Harry Clifford Pidgeon (ur. 31 sierpnia 1869 niedaleko Salem w stanie Iowa, zm. 11 kwietnia 1954 w San Pedro) – amerykański żeglarz, który jako drugi w historii odbył samotny rejs dookoła świata (w latach 1921–1925).

## Wczesne lata
Urodził się w rodzinie farmerów w Iowa. W wieku 18 lat przeniósł się do Kalifornii, gdzie pracował jako fotoreporter. Odbył podróże na Alaskę podczas gorączki złota, pływał po Missisipi i przejechał od granicy z Meksykiem do Kanady.

## Rejs dookoła świata
W 1917 Pidgeon zbudował jacht, który nazwał Islander. Był to jol o długości 10,5 m, szerokości 3,2 m i zanurzeniu 1,5 m. W 1920 popłynął nim na Hawaje i z powrotem.
Następnie postanowił wyruszyć w długi rejs. 18 listopada 1921  wypłynął z Los Angeles. 21 grudnia przeciął równik, a następnie dopłynął do Markizów, gdzie zatrzymał się na cztery miesiące. 3 maja 1922 opuścił Markizy i pożeglował w stronę Tahiti, dokąd dotarł 21 maja. W październiku tego roku przepłynął na Fidżi. W kolejną część rejsu wyruszył w kwietniu 1923, najpierw na Nowe Hebrydy, następnie do Nowej Gwinei, a później przez Cieśninę Torresa.
8 lipca zatrzymał się na wyspie Thursday, gdzie przez miesiąc remontował Islandera. Dalsza część rejsu wiodła przez Timor, Wyspę Bożego Narodzenia, Wyspy Kokosowe, Rodrigues i Mauritius. 4 grudnia wyruszył z tej wyspy i 23 grudnia dotarł do Durbanu, który opuścił cztery dni później, a następnie opłynął Przylądek Dobrej Nadziei i zawinął do Kapsztadu. 3 czerwca wypłynął w stronę Wyspy Świętej Heleny, ale wszedł na rafę i musiał zawrócić do Kapsztadu, skąd ponownie wyruszył 22 września. Osiągnął Wyspę Świętej Heleny 7 października. 22 tego miesiąca wypłynął w dalszą drogę na Wyspę Wniebowstąpienia. Równik przeciął 31 grudnia. 10 stycznia 1925 omal nie zderzył się z dużym parowcem.
20 stycznia dopłynął na Barbados. Tam ponownie remontował jacht. Wyruszył 18 kwietnia i 2 maja wpłynął do Kanału Panamskiego. 7 sierpnia ruszył w dalszą podróż. 28 października przeciął swój stary kurs stając się tym samym drugim żeglarzem (pierwszym był Joshua Slocum), który samotnie opłynął świat dookoła. Wpłynął do Los Angeles 31 października 1925 r.
Swą podróż opisał w książce Around the World Single-handed wydanej w 1928.

## Drugi rejs dookoła świata
Harry Pidgeon ponownie wyruszył na Pacyfik na Islanderze 8 czerwca 1932. Potem popłynął dalej i po pięciu latach 15 czerwca 1937 ponownie opłynął świat. Rejs ten nie jest uważany za samotne opłynięcie globu, ponieważ przez pewien czas Pidgeonowi towarzyszyły dwie kobiety.
Po raz trzeci wypłynął na Islanderze w 1947, tym razem wraz z żoną Margaret. Miał wówczas 73 lata. Nie udało mu się opłynąć kuli ziemskiej, gdyż Islander rozbił się na rafach wyspy Espiritu Santo.
Później zbudował kolejny jacht Lakemba. Zmarł w 1954.
Pozostawił po sobie bogatą kolekcję negatywów fotograficznych, mającą znaczną wartość etnograficzną. Kolekcja ta znajduje się w California Museum of Photography należącym do Uniwersytetu Kalifornijskiego w Riverside.